# Unidad metropolitana de Tesalónica
La unidad metropolitana de Tesalónica (en griego: Μητροπολιτική Ενότητα Θεσσαλονίκης, romanizado: Mitropolitikí Enótita Thessaloníkis) es una unidad periférica de Grecia, situada en la periferia de Macedonia central. Tiene una extensión de 3.560 km² y 1.046.851 habitantes (2001). Su capital es la ciudad de Tesalónica (también llamada Salónica). Hasta el 1 de enero de 2011 fue una de las 51 prefecturas en que se dividía el país.
Se extiende entre el golfo de Tesalónica y el golfo Estrimónico.

## Municipios
Desde 2011 se divide en 14 municipios:
- Ambelókipi-Menemeni
- Chalkidona
- Delta
- Kalamariá
- Kordelio-Evosmos
- Lagkadas
- Neapoli-Sykies
- Oraiokastro
- Pavlos Melas
- Pylea-Jortiatis
- Thermaikos
- Thermi
- Tesalónica
- Volvi